# Cova d'Andrahomana
La cova d'Andrahomana és una cova remota i ensorrada a la costa sud-est de l'illa de Madagascar. Té importància per la seva aportació científica i la seva bellesa visual. És l'únic lloc en tot el sud-est de l'illa on s'han trobat restes fòssils de vertebrats. Va ser explorada per Alfred Grandidier i el seu fill, Guillaume Grandidier, entre d'altres.
Situada en una àrea de ràpida transició entre una regió de vegetació semiàrida a l'oest i selva humida a l'est, conté restes fòssils dels dos hàbitats. Es creu que la cova es va ensorrar aproximadament després d'uns 100.000 anys de la seva formació. Des del seu col·lapse, Andrahomana ha acumulat sediments i restes biòtiques. En la part baixa de la cova s'han trobat evidències que o bé casos de marea alta o d'esdeveniments marins extrems han introduït aigües marines dins la cova, afegint restes marines als altres sediments. Entre els anys 2000 i 2003 es va completar l'exploració de totes les parts de la cova per diversos grups de científics. Les restes fòssils datades mitjançant carboni-14 tenen una edat entre 7.500 i 1.700 anys, aproximadament.

## Fauna
Aquests són algunes de les restes fòssils animals trobades en les expedicions de l'any 2003 i anteriors.
| Mamífers - Tenrec orellut (Geogale aurita) - Tenrec comú (Tenrec ecaudatus) - Guineu voladora de Madagascar (Pteropus rufus) - Ratpenat frugívor de Madagascar (Rousettus madagascariensis) - Lèmur ratolí (Microcebus spp.) - Lèmur nan de cua gruixuda (Cheirogaleus medius) - Lèmur de cua anellada (Lemur catta) - Pachylemur insignis - Sifaca de Verreaux (Propithecus verreauxi) - Archaeolemur (Archaeolemur majori) - Hadropitec (Hadropithecus stenognathus) - Lèmur gegant (Megaladapis edwardsi) - Hipopòtam nan malgaix (Hippopotamus lemerlei) - Macrotarsomys petteri - Ratolí comú (Mus musculus) | Aus - Aepyornis spp. - Centrornis spp. Rèptils - Dipsochelys sp. - Tortuga radiada (Geochelone radiata) Amfibis - Voay robustus (Originalment assignat de manera errònia al gènere Crocodylus) |